# علی‌بیلی، اغ‌دام
علی‌بیلی (به لاتین: Alıbəyli) یک منطقهٔ مسکونی در جمهوری آذربایجان است که در شهرستان آقدام واقع شده‌است.

## خصوصیات
علی‌بیلی ۳٬۳۶۶ نفر جمعیت دارد.